# 陳延年
陳 延年（ちん えんねん、1898年 - 1927年7月4日）は、中華民国の革命家。中国共産党の早期指導者の一つ。第5回中国共産党中央政治局候補委員。中国共産党員として活動したが、国民政府（上海市政府）に捕らえられて殺害された。

## 経歴
1898年、安徽省安慶府懐寧県南水関で生まれる。父は、中国共産党の設立者の一人で、初代総書記の陳独秀。陳喬年は妹一人と弟二人がいる。安慶尚志小学、全皖中学を卒業。1915年、陳延年は弟の陳喬年と上海市に行った。その後、二人は震旦大学に採用された。
1919年12月、五四愛国運動の影響で、二人はフランスに働きに行った。1922年6月、陳延年は趙世炎・周恩来と一緒に中国少年共産党を創立し、宣伝部長を担当した。同年10月に中国共産党に加入した。
1924年9月、陳延年は上海市に帰した。10月、陳延年は中国共産主義青年団の中央特派員として広東省広州市に来た。5日に開催された広東区代表会議に参加して、広東区の執行委員会の改組を主宰した。11月、中国共産党広東区委員会の周恩来委員長は黄埔軍校政治部主任を兼任し、陳延年は区委員会秘書兼組織部長を担当した。1925年2月、陳延年は中国共産党広東区委員会書記を担当した。1925年6月、陳延年と鄧中夏・蘇兆徴などは省港大罷工を指導した。
1927年4月、陳延年に湖北省武漢市に行って党の五大に参加した、党中央は陳延年を中国共産党江浙区委員会書記に任命した。その後、陳延年は上海市に行ったが、途中で上海で「上海クーデター」が発生した。1927年6月に、中国共産党中央委員会は江蘇省委員会と浙江省委員会を設立した。陳延年は中国共産党江蘇省委員会書記を担当した。6月26日、陳延年は武漢国民政府（上海市政府）に逮捕された。1927年7月4日夜、陳延年は警察にナイフで切られた。
2009年9月、陳延年は中国共産党中央宣伝部、中国共産党中央組織部など11部門に「100位為新中国成立作出突出貢献的英雄模範人物」に選出された。